# RuPay
RuPay（由「Rupee」與「Payment」組成）是由印度國家支付公司（NPCI）於2012年推出的一套印度本土支付卡品牌系統。其設計目的為降低國內交易對國際卡組織的依賴，推動普惠金融。截至2020年11月，已有超過7.5億張RuPay卡由印度各家銀行發行。2021 年底，RuPay 已在印度市場占有約 34% 的交易量與 30% 的交易價值。

## 歷史
2009年，印度儲備銀行提議建立本國自主支付體系，旨在推動本地創新與降低交易成本。NPCI遂啟動「IndiaPay」計畫，並於2012年正式命名為「RuPay」。名稱結合了「Rupee」（盧比）與「Payment」（支付）兩字。
該卡系統於2014年5月正式發行，並迅速被全國多家銀行與支付機構採用。NPCI亦陸續與多個國際支付機構如Discover Card與JCB合作擴展國際支付能力。

## 卡種
RuPay 系統涵蓋以下卡種：
- 借記卡（Debit）
- 信用卡（Credit）
- 預付卡（Prepaid）
- 政府福利卡（如PMJDY卡、農民卡等）
- 非接觸式卡（Contactless）

部分卡片具備非接觸式支付功能，使用近場通訊（NFC）技術，符合EMV標準。非接觸式圖示如下：
- 舊版 EMVCo 標示
- 新版 RuPay 標示

## 國際化合作
為擴大RuPay在國際市場的應用，NPCI與以下機構展開合作：
- Discover Financial Services（美國）— RuPay卡可於Discover網絡使用
- JCB（日本）— 推出聯名卡（2019年）[5] RuPay–JCB聯名卡

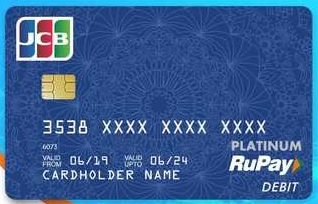
RuPay–JCB聯名卡

此外，RuPay已拓展至以下國家與地區的ATM及POS：
- 阿聯酋（與Mercury合作）
- 馬爾地夫
- 不丹
- 新加坡
- 巴林
- 韓國（BC Card）
- 緬甸
- 阿曼

### BharatQR 支援
RuPay信用卡支援BharatQR，為NPCI與VISA、Mastercard、American Express共同開發之QR碼支付標準。  

BharatQR 標誌

## 政策支持
根據2020年印度政府規定，企業年營業額超過5億盧比者，須提供RuPay及UPI支付選項。同年，政府宣布RuPay卡交易可免除商戶折扣率（MDR）。

## 相關圖片

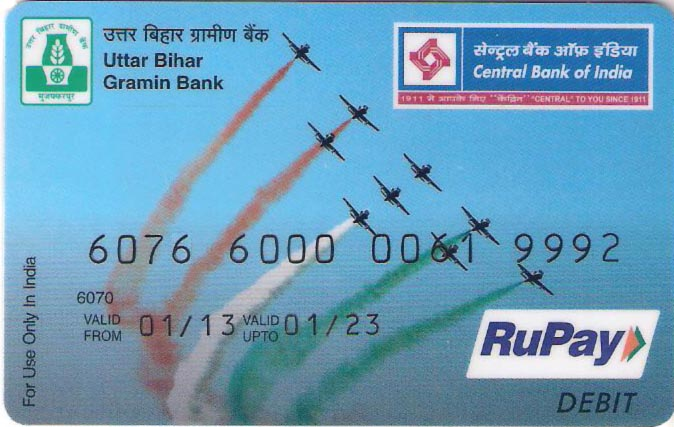
由北比哈爾農村銀行發行的RuPay卡
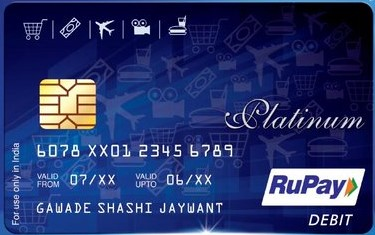
RuPay借記卡